# Synagoga w Dawidgródku
Synagoga w Dawidgródku – nieistniejąca, drewniana bożnica w Dawidgródku. Wzniesiona prawdopodobnie w XVIII w., została zniszczona podczas II wojny światowej.

## Historia
Historia społeczności żydowskiej w Dawidgródku sięga pierwszej połowy XVI wieku, czasów władania Bony Sforzy. Pierwszą synagogę, zwaną Wielką, a także Zimną, wzniesiono prawdopodobnie w XVIII wieku, zaś przebudowano ją w wieku XIX, gdy Żydzi stanowili prawie 40% mieszkańców miasta. W tym okresie w Dawidgródku znajdowały się już także dwie inne bożnice.
Sala główna drewnianej synagogi została przykryta dwukondygnacyjnym dachem z kondygnacją czterospadową u dołu i naczółkową u góry, z najpewniej wbudowanym sklepieniem pozornym. Do sali przylegały z dwóch stron dodatkowe, dobudowane z czasem pomieszczenia.
Synagogę zniszczono podczas II wojny światowej.